# Rendel - Il vigilante
Rendel - Il vigilante (Rendel), noto anche come Rendel: Dark Vengeance è un film del 2017 diretto da Jesse Haaja.
La pellicola è basata sull'omonimo personaggio autocreato da Haaja.
Il film è stato prodotto con un budget di 1,45 milioni di euro.
L'anteprima del sequel, Rendel 2: Cycle of Revenge, era provvisoriamente prevista per l'inizio del 2021, ma successivamente fu cancellata.

## Trama
Nella città di Mikkeli, in Finlandia, un'azienda chiamata VALA ha sviluppato un vaccino di successo senza test adeguati. VALA è 
un'organizzazione criminale, guidata da Pekka Erola, il cui figlio Jarno, detto "Rotikka", è uno dei più spietati delinquenti del gruppo. Tuttavia, una figura misteriosa vestita in nero ha provocato il caos contro la VALA e i loro uomini. Quando l'uomo misterioso uccide  sei uomini, Rotikka nota che ogni uomo è appeso con una lettera incisa sul corpo a formare il nome "Rendel". Attraverso i flashback, apprendiamo che Ramo, un direttore finanziario di un'azienda, è un uomo di famiglia con moglie e figlia. Per la festa del papà gli regalano una giacca da biker. Tuttavia, quando non dà i soldi a un imprenditore per la sua azienda, viene licenziato.
Ramo, su consiglio di Kurrikka, in realtà lo stesso imprenditore che ne aveva causato il licenziamento, trova un lavoro alla VALA. Il suo compito è archiviare documenti e tra le carte dell'azienda scopre che il vaccino non è stato adeguatamente testato e ha provocato numerosi decessi. Per questa scoperta Erola invia Rotikka e Lahtaaja a uccidere Ramo e la sua famiglia. Mentre la moglie e la figlia di Ramo vengono uccise, Ramo viene colpito con una mazza da baseball chiodata e viene creduto morto. Con un preparato al catrame estremamente resistente Ramo si copre il corpo e la faccia creando una maschera e con la giacca di pelle nera donatagli dalla sua famiglia diventa il vendicatore Rendel, che prende il nome dalla parola ungherese "ordine". Una misteriosa donna di nome Marla lo affianca e lo aiuta quando necessario.
Erola, venendo a conoscenza della lotta di Rendel contro l'organizzazione, decide di assumere una banda di mercenari stranieri per eliminarlo. Il gruppo è composto da Mike, Radek, Stacy, Julia e Jimmy e all'inizio sono in grado di sopraffare Rendel. Tuttavia, Rendel alla fine riesce ad avere la meglio eliminandoli tutti. Nel frattempo, una giornalista, Niina Heikkinen, indaga su VALA e scoperta a scattare foto viene rapita da Rotikka. Quando Rendel arriva per salvarla deve affrontare un duro scontro con Lahtaaja, Marla tenta di aiutarlo ma viene pugnalata e viene rivelato che Marla fa parte dell'immaginazione di Rendel poiché è lui stesso che è stato pugnalato da Lahtaaja. Nonostante la ferita Rendel uccide Lahtaaja con la mazza da baseball chiodata. 
Non essendo riuscito a eliminare Rendel, Erola sa che deve essere ucciso per il suo fallimento. Rotikka, che non aveva mai guadagnato l'amore o la fiducia di suo padre, viene inviato per sparare a Erola e lo uccide. Quando Rotikka lascia l'edificio dopo aver ucciso suo padre, si ritrova faccia a faccia con Rendel che lo aspetta sotto la pioggia. Rotikka viene ucciso da Rendel con una dose massiccia di vaccino iniettata con numerose siringhe nel collo. Alla fine Rendel ferito vede Niina libera, dà uno sguardo alla città di Mikkeli, e se va.

## Produzione
Rendel - Il vigilante è il primo film di supereroi finlandese. Il film si svolge nella città finlandese di Mikkeli. Sebbene possa essere considerato un supereroe, è un po' più oscuro dei rappresentanti tradizionali di questo genere. Jesse Haaja, il regista, ha inventato il personaggio come giovane fumettista e ha anche scritto la sceneggiatura del film insieme a Pekka Lehtosaari, Timo Puustinen e Miika J. Norvanto. Il film è stato presentato al pubblico all'International Film Festival di Cannes e fa parte della selezione ufficiale del Fantasy Filmfest 2017 in Germania.

## Distribuzione

### Home media
Il film è stato presentato in anteprima il 22 settembre 2017 in Finlandia al Fantasy Filmfest.
Il film stato rilasciato negli Stati Uniti su DVD e Blu-Ray da Shout! Factory il 30 gennaio 2018.
In Italia è stato distribuito in digitale il 10 agosto 2018 e in DVD e in Blu-ray il 5 settembre 2018.

## Accoglienza

### Critica
"Un fantasy d'azione dallo spirito di The Punisher e Spawn", su blairwitch.de.
"Un thriller di vendetta che potrebbe passare per il figlio illegittimo di Batman e Spawn", su Luzifer Press.
"Una bomba ad azione non-stop dall'estremo nord", al Fantasy Filmfest.

## Riconoscimenti
- 2017 – Feratum International Fantastic Film Festival (Messico)[8]
  - Miglior film d'azione

## Sequel
Il 27 maggio 2018, al Festival di Cannes, Jesse Haaja ha annunciato che avrebbe realizzato un sequel di Rendel. Sebbene il film abbia avuto scarsi risultati nella nativa Finlandia, ha avuto buoni risultati a livello internazionale e Haaja, insieme a Black Lion e Raven Banner Entertainment, con sede in Canada, avrebbe lavorato al sequel.
Il 16 agosto 2019, Haaja ha annunciato che le riprese sarebbero iniziate a settembre. A causa del suo successo internazionale, è stato annunciato che il film sarebbe stato girato interamente in inglese e il cast include le star originali, Kris Gummerus come Rendel, Tero Selinius come Kurrikka e Minna Nevanoja come Niina Heikkinen insieme a Sean Cronin come il cattivo centrale del film Smiley; Kaitlin Boye come Fugu, Bruce Payne come Edward Cox e Jonah Paull. Jessica Wolff sostituirà Alina Tomnikov nel ruolo di Marla nel sequel.
L'anteprima del sequel, ''Rendel 2: Cycle of Revenge'', era provvisoriamente prevista per l'inizio del 2021, ma successivamente fu cancellata.

## Festival

### Selezione ufficiale
- Fantasy Filmfest (FFF), Germania il 6 settembre 2017.[11]
- Razor Reel Flanders Film Festival (RRFFF), Bruges 2017.
- The Helsinki International Film Festival - Love & Anarchy (HIFF), Helsinki 2017.
- Feratum International Fantastic Film Festival, Messico 2017.
- Cinepocalypse, Chicago 2017.